# Allertshausen
Allertshausen is een plaats in de Duitse gemeente Rabenau (Hessen), deelstaat Hessen, en telt 661 inwoners (2007).